# Пірс (Колорадо)
Пірс (англ. Pierce) — місто (англ. town) в США, в окрузі Велд штату Колорадо. Населення — 1097 осіб (2020).

## Географія
Пірс розташований за координатами 40°38′1″ пн. ш. 104°45′19″ зх. д. / 40.63361° пн. ш. 104.75528° зх. д. (40.633590, -104.755369).  За даними Бюро перепису населення США в 2010 році місто мало площу 2,11 км², уся площа — суходіл.

## Демографія
Згідно з переписом 2010 року, у місті мешкали 834 особи в 312 домогосподарствах у складі 237 родин. Густота населення становила 394 особи/км².  Було 337 помешкань (159/км²).
Расовий склад населення:
| - 88,2 % — білих - 1,9 % — корінних американців - 1,0 % — азіатів - 0,4 % — чорних або афроамериканців - 6,8 % — осіб інших рас |

До двох чи більше рас належало 1,7 %. Частка іспаномовних становила 22,4 % від усіх жителів.
За віковим діапазоном населення розподілялося таким чином: 26,5 % — особи молодші 18 років, 60,8 % — особи у віці 18—64 років, 12,7 % — особи у віці 65 років та старші. Медіана віку мешканця становила 40,3 року. На 100 осіб жіночої статі у місті припадало 99,0 чоловіків;  на 100 жінок у віці від 18 років та старших — 97,1 чоловіків також старших 18 років.
Середній дохід на одне домашнє господарство  становив 66 959 доларів США (медіана — 57 917), а середній дохід на одну сім'ю — 72 272 долари (медіана — 61 200). За межею бідності перебувало 6,0 % осіб, у тому числі 10,6 % дітей у віці до 18 років та 8,0 % осіб у віці 65 років та старших.
Цивільне працевлаштоване населення становило 503 особи. Основні галузі зайнятості: роздрібна торгівля — 22,5 %, освіта, охорона здоров'я та соціальна допомога — 20,7 %, виробництво — 10,1 %, науковці, спеціалісти, менеджери — 8,3 %.